# Mixocyclops crozetensis
Mixocyclops crozetensis – gatunek widłonoga z rodziny Cyclopidae. Nazwa naukowa tego gatunku skorupiaków została opublikowana w 1944 roku przez niemieckiego zoologa Friedricha Kiefera.